# María Luisa Souza
María Luisa Souza (Città del Messico, 21 novembre 1941) è un'ex nuotatrice messicana.
Specializzata nello stile libero, ha partecipato ai Giochi di Roma 1960 e di Tokyo 1964.
Ai Giochi panamericani del 1959, ha vinto 1 bronzo nella Staffetta 4x100m sl.